# Шеван Шанжи
Шеван Шанжи (фр. Chevannes-Changy) насеље је и општина у источном делу централне Француске у региону Бургоња, у департману Нијевр која припада префектури Кламси.
По подацима из 2011. године у општини је живело 143 становника, а густина насељености је износила 7,56 становника/km². Општина се простире на површини од 18,92 km². Налази се на средњој надморској висини од 230 метара (максималној 309 m, а минималној 195 m).

## Демографија
| 1962. | 1968. | 1975. | 1982. | 1990. | 1999. | 2011. |
| ----- | ----- | ----- | ----- | ----- | ----- | ----- |
| 220   | 243   | 230   | 191   | 166   | 157   | 143   |

График промене броја становника у току последњих година